# Proto-indo-iranien
Le proto-indo-iranien, aussi appelé proto-aryen, aryen commun, ou simplement indo-iranien, est une langue reconstruite de la branche indo-iranienne des langues indo-européennes. Parlée par les Indo-Iraniens, elle descendrait du proto-indo-européen qui se serait scindé en deux ou trois groupes au IIIe millénaire av. J.-C..
La structure du proto-indo-iranien a été établie par comparaison des similitudes entre les plus anciennes formes attestées de langues iraniennes et de langues indo-aryennes. Pour les premières, il s'agit d'une part de l'Avesta, un corpus de textes fondateurs du zoroastrisme rédigé en avestique, et d'autre part des inscriptions royales en vieux perse de la dynastie des Achéménides. Pour les secondes, c'est le Rig-Véda, une collection d'hymnes sacrées de plus de 10 000 strophes en sanskrit dit védique. Ces formes sont encore si semblables, notamment antre l'Avesta et le Rig-Véda, qu'il est possible de transposer des tranches entières de texte d'une langue vers l'autre en appliquant un petit nombre de lois phonétiques.